# Little People, Big World
Little People, Big World (A Pequena Grande Família no Brasil) é um reality show produzido nos Estados Unidos. Nos Estados Unidos e no Brasil, é apresentado por TLC.

## Sinopse
O reality show mostra seis membros da família Roloff, que vivem numa fazenda em Oregon. Matt, é o pai, Amy, a mãe. Ambos sofrem um tipo de nanismo. Eles têm quatro filhos: Jeremy, Zachary, Molly e Jacob, e apenas Zachary sofre do mesmo problema.

## Família Roloff
- Matthew ("Matt")

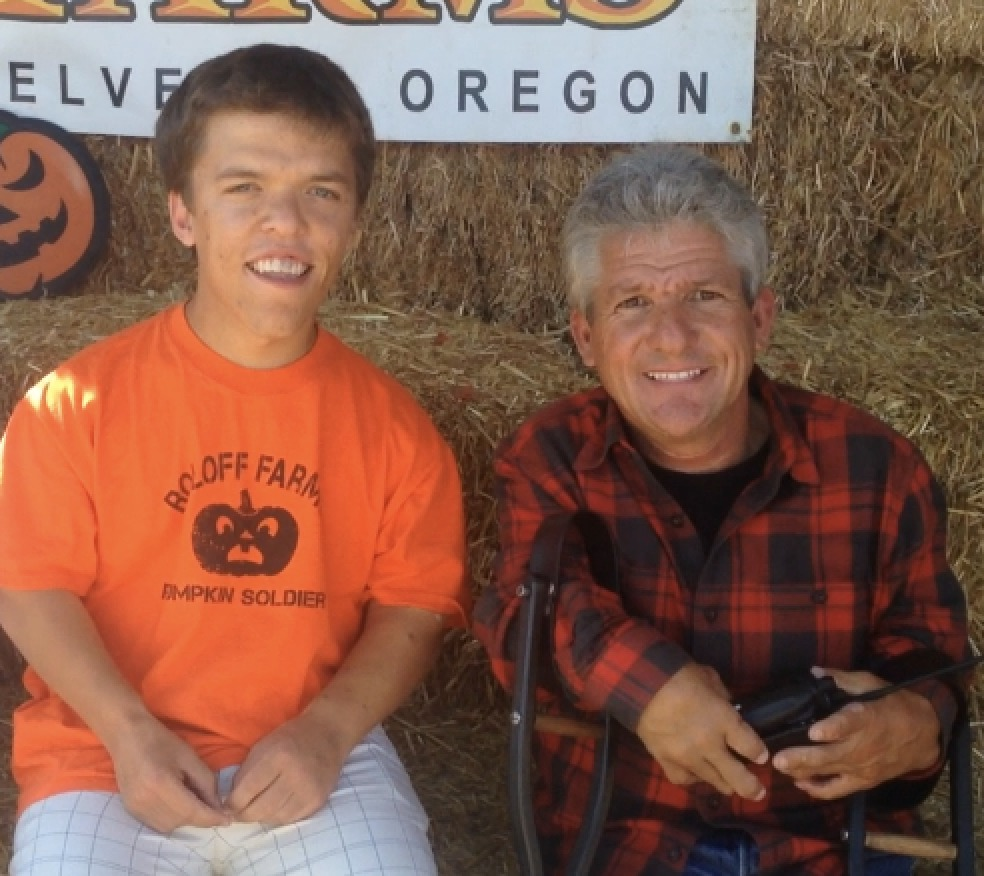
Matt e Zach Roloff, 2014

Nasceu no dia 7 de Outubro de 1961. Pai e marido. Matt co-fundou a Direct Access Solutions (DAS), uma empresa que comercializa com hospitais, kits de acessibilidade para pessoas que possuem nanismo. A partir as segunda temporada, Matt começou em outro emprego como vendedor de softwares na Amdocs para fornecer uma renda adicional à família. Na infância, Matt sofreu vários tipos de cirurgia pelo seu tipo de nanismo, displasia diastrófica. Ele caminha com o auxílio de muletas e usa um carrinho motorizado, quando necessário.
- Amy

Nasceu no dia 17 de Setembro de 1963. Mãe e esposa. Amy é dona-de-casa, embora recentemente tenha trabalhado em empregos de meio período como treinadora de um time de futebol e professora de pré-escola para fornecer à família uma renda adicional. Amy quase não teve complicações pelo seu tipo de nanismo, acondroplasia. Formou-se na Central Michigan University.
- Zachary Luke ("Zach") & Jeremy James("Jer")

Nasceram no dia 10 de Maio de 1990. Gêmeos. Zach tem acondroplasia como sua mãe, no entanto teve inúmeras complicações médicas. Na infância, Zach fez uma cirurgia para drenar o excesso de líquido cefalorraquidiano. Zach costumava jogar futebol competitivamente, mas parou de jogar por um tempo devido ao seu tamanho em comparação aos outros jogadores do time. Na temporada 2-B, começou a jogar futebol competitivamente de novo, já que formou seu time de futebol do ensino médio. Entretanto, teve que esperar, pois fez uma cirurgia para corrigir a curvatura de suas pernas. Zach treina o time de futebol de Jacob, e gostaria de ser um quando fosse mais velho. Jeremy não sofre nenhum tipo de nanismo, e é um hábil jogador de futebol.
- Molly Jo ("Mol")

Nasceu no dia 17 de Setembro de 1993. Filha. Molly nasceu no mesmo dia que a mãe. Joga voleibol e é uma óptima estudante. Também não sofre nenhum tipo de nanismo.
- Jacob George ("Jake")

Nasceu no dia 21 de Janeiro de 1997. Filho. Jacob não sofre nenhum tipo de nanismo, e joga em um time de futebol juvenil.